# 安国寺 (离石)
37°31′31″N 111°03′03″E / 37.52528°N 111.05083°E
安国寺位于中国山西省吕梁市离石区（原离石市）城西7公里的乌崖山谷，2001年被列为第五批全国重点文物保护单位。
安国寺始建于唐，原称安吉寺，宋改安国寺。清初于成龙曾在此隐居读书。寺坐北朝南，占地约4700平方米。主要建筑有大雄宝殿、钟鼓楼、铜塔楼、十王殿、关帝阁、观音阁、吕祖阁、于成龙读书楼、于中丞公祠、于清端公祠、莱公别墅等，均为明清建筑。主体建筑大雄宝殿面阔五间，进深三间，单檐悬山顶。